# Marco da Viterbo
Marco Parentezza da Viterbo (Viterbo, 1304 circa – Viterbo, 4 settembre 1369) è stato un cardinale e francescano italiano.

## Biografia
Nacque a Viterbo intorno al 1304.
Papa Urbano V lo elevò al rango di cardinale nel concistoro del 18 settembre 1366.
Morì il 4 settembre 1369.